# Chandelier de l'Avent
 (mai 2017).
Si vous disposez d'ouvrages ou d'articles de référence ou si vous connaissez des sites web de qualité traitant du thème abordé ici, merci de compléter l'article en donnant les références utiles à sa vérifiabilité et en les liant à la section « Notes et références ».

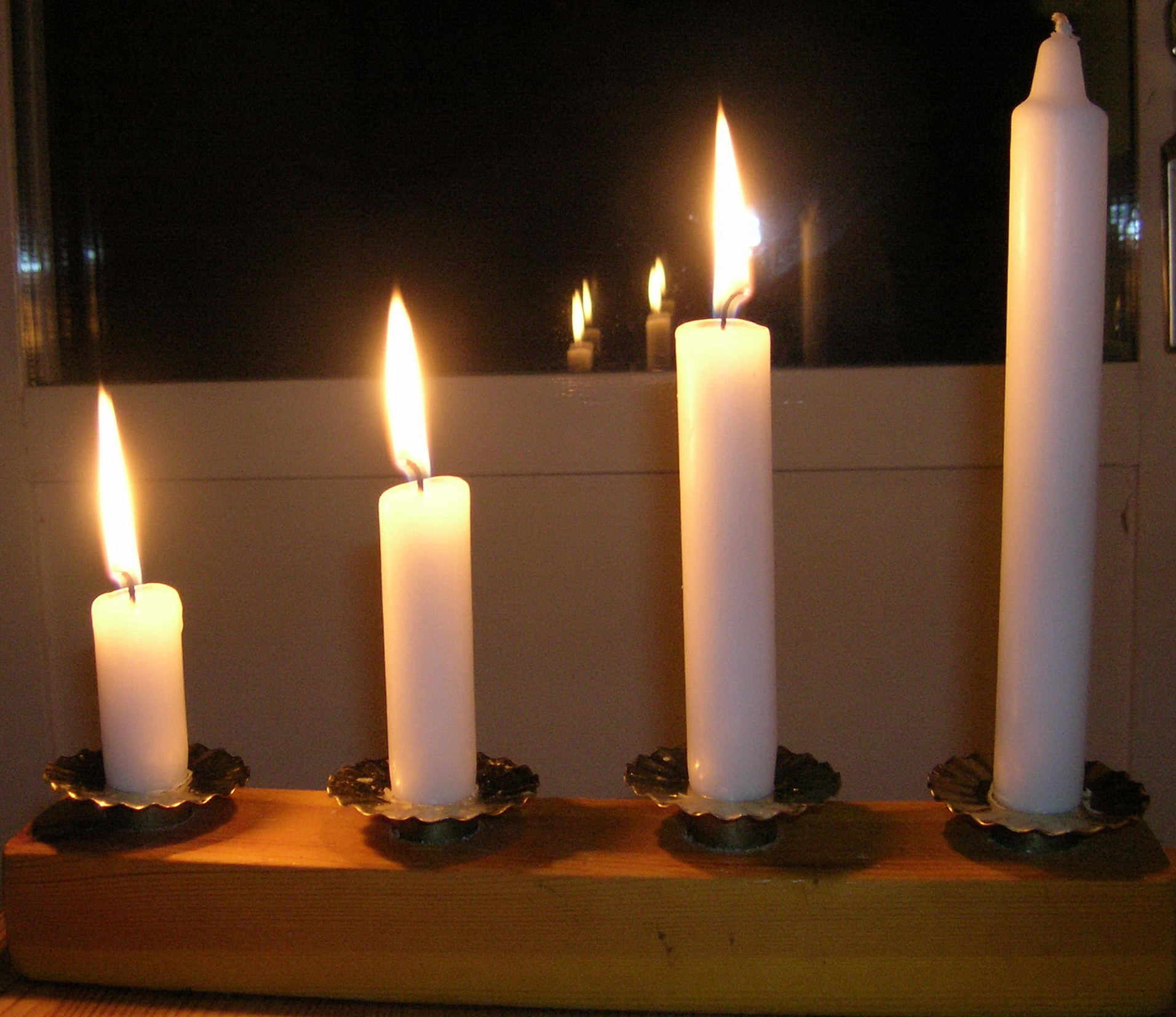
Chandelier de l'avent en Suède

Le chandelier de l'avent est un chandelier constitué de quatre bougies alignées et fait partie des traditions de Noël en Suède. 
Le premier dimanche de l'avent, on allume la première bougie (on la laisse brûler un moment avant de l'éteindre). 
Le deuxième dimanche, on rallume la première et on allume la deuxième bougie (on les laisse brûler un moment avant de les éteindre). 
Et ainsi de suite jusqu'au quatrième dimanche de l'avent avant Noël, période où toutes les lumières sont allumées et où le chandelier forme un escalier de lumières (les bougies ayant été allumées à des périodes différentes). 
Ces quatre bougies allumées sont le symbole de la lumière de Noël qui approche et qui apporte l’espoir et la paix.
Cette pratique est venue en Suède vers 1875, elle a été introduite sur le modèle Kaiserswerther Diakonie (de) en Allemagne avec l'arbre de l'avent constitué de 28 bougies. 
Cela est devenu commun en Suède à partir des années 1920-30 et cette pratique est aujourd'hui largement diffusée dans le pays au moment de Noël : dans les maisons, les églises, les lieux publics, etc.